# فريدركا بريمر
فريدركا بريمر (بالسويدية: Fredrika Bremer)‏ (17 أغسطس 1801 - 31 ديسيمبر 1865)، كاتبة وناشطة سويدية، كان لها تأثير كبير في المناظرات الاجتماعية فيما يخص حقوق المرأة في السويد.

## حياتها

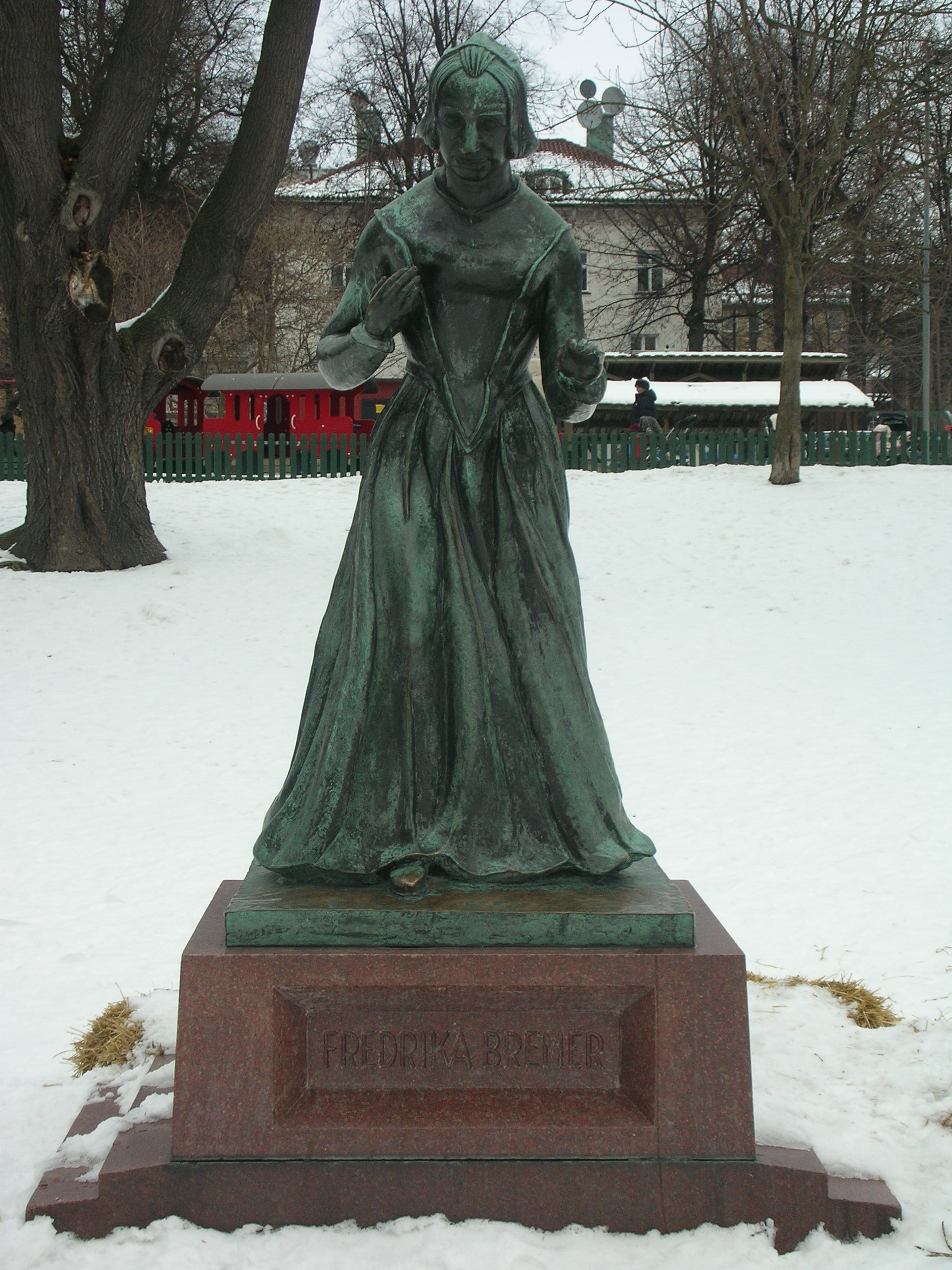
تمثال يصور فريدريكا بريمر (1801-1865) في هومليجاردن في ستوكهولم، بقلم سيغريد فريدمان (1879-1963).

ولدت فريدريكا بريمر في مدينة آبو -مقاطعة سويدية- معروفة ب Turku بسبب وقوعها الآن ضمن الحدود الفلندية. انتقلت عائلتها إلى ستكولهم عندما كانت تبلغ 3 سنوات، وقد أمضت فترة شبابها بين المدينة وقصر ارستا (Arsta). كان والدها كارل فريدريك بريمر (1770_1830) مستبد على عكس والدتها برجيتا شارلوت هلوسترم التي كانت شخصية متواضعة. على الرغم من الضغوط العائلية إلا أنها لم تتزوج ابدا وقد قامت بالسفر في أنحاء أوروبا ما بين عام 1821 و1822. بين عام 1828 و1831 نشرت (سراً) سلسلة من الروايات، والقصص الرومانسية التي تتمحور أحداثها حول فترة استقلال المرأة في أربعينيات القرن التاسع عشر، اكتسبت شهرة واسعة وسط الحياة الثقافية السويدية وتم ترجمة اعمالها إلى العديد من اللغات. سياسيا تم تصنيفها كلبرالية ولكن كمتعاطفة مع حركة العمال الاجتماعية البريطانية. عام 1856 كتبت روايتها ذات التأثير الأكبر Hertha , رواية رعب وتشويق تتحدث عن غياب حقوق المرأة والتي بسببها صدر عام 1858 قانون يحدد الحد الأدنى لسن الزواج. بعدها بسنوات قامت صوفيا الديسبارا بتأسيس صحيفة (Tidskrift for hemmet ) مستواحاه من الرواية والتي كانت نقطة انطلاق الديسبارا في الحركة النسوية السويدية. خلال إصلاحات عام 1862 حصلت بريمر على حق المرأة في التصويت في الانتخابات البلدية، سافرت إلى الولايات المتحدة وإلى كوبا ما بين عام 1849 و1851 ولكنها أعلنت استايئها من الأرض الموعودة بسبب العبودية السائدة في تلك الفترة. اعتبرت أول كاتبة تكتب عن الإنجيل، قامت أيضا بزيارة سويسرا وإيطاليا وفلسطين واليونان وكتبت مذكرات رحلاتها ما بين عام 1856 و1861. توفيت في قصر اريستا (Arsta) عام 1865

## أعمالها
- مخطوطات من الحياة اليومية (3 أجزاء، 1828-1831)
- مخطوطات جديدة من الحياة اليومية (10 أجزاء، 1834-1858)
- المستعبد (1840)
- مشاهدات الصباح (1842)
- الحياة في السويد، بنات الحاكم(1834)
- المنزل أو اهتمام العائلة وفرحة العائلة (1844)
- عائلة H : ترلينن وآكسل وأنّا وحكايات أخرى (1844)
- حياة داليكاريا، بيت الكاهن مورا (1845)
- أوراق قليلة غلى ضفة نهر الراين (1846-8147)
- الأخوة والأخوات، قصة حياة منزلية (1848)
- الجيران (1848)
- قصة منتصف الصيف:الحاج (1848)
- حياة الجنوب (1849)
- عرض عيد الفصح (1850)
- بيوت في العالم الجديد (جزئين، 1853-1854)
- شمس منتصف الليل: الحاج (1855)
- حياة العالم القديم (1860-1862)
- الحاج الصغير في الأراضي المقدسة (1865)
- إنكلترا في الخريف (1851)

## وصلات خارجية
- فريدركا بريمر على موقع الموسوعة البريطانية (الإنجليزية)
- مؤلفات Fredrika Bremer في مشروع غوتنبرغ
- أعمال فريدركا بريمر في ليبري فوكس
- أعمال أو نبذة عن فريدركا بريمر على أرشيف الإنترنت